# Verdad del Triunfo
Verdad del Triunfo är en ort i Mexiko.   Den ligger i kommunen Mazapa de Madero och delstaten Chiapas, i den sydöstra delen av landet, 900 km sydost om huvudstaden Mexico City. Verdad del Triunfo ligger 2 000 meter över havet och antalet invånare är 279.
Terrängen runt Verdad del Triunfo är varierad, och sluttar norrut. Runt Verdad del Triunfo är det ganska tätbefolkat, med 179 invånare per kvadratkilometer. Närmaste större samhälle är Motozintla de Mendoza, 4,2 km väster om Verdad del Triunfo. I omgivningarna runt Verdad del Triunfo växer huvudsakligen savannskog.